# Dwars door België 1967
De 23e editie van Dwars door België werd verreden op zondag 26 maart 1967. 

## Wedstrijdverloop
De start en finish lagen in Waregem. De afstand bedroeg 206 km. Er gingen 69 renners van start. Het weer was koud en er stond een fikse wind. De omloop was verlegd, er werd niet meer gekoerst richting de West-Vlaamse heuvels. Na de start ontstond al vlot een kopgroep met André Messelis, Francis Rasson, Michel Broothaers en Gustaaf De Smet. De Varentberg zorgde voor forcing, Walter Godefroot trok fors door waardoor het peloton in stukken uiteen werd geslagen en situaties continue veranderden. Bij de eerste doorkomst in Waregem voor de plaatselijke ronde volgde een demarrage van Bernard Van De Kerckhove. Daniël Van Rijckeghem, Jozef Spruyt en Georges Van Den Berghe wisten aan te pikken. Op de top van de Tiegemberg was de voorsprong al 1 minuut. De sprint werd gewonnen door Daniël van Rijckeghem.

## Hellingen
Voor zover bekend moesten de volgende hellingen beklommen worden:
- Varentberg
- Kluisberg
- Kwaremont
- Tiegemberg

## Eindklassement
| Plaats  | Naam                     | Ploeg | Tijd     |
| ------- | ------------------------ | ----- | -------- |
| Winnaar | Daniël Van Rijckeghem    |       | 5u26'00" |
| 2       | Georges Van Den Berghe   |       | z.t.     |
| 3       | Jozef Spruyt             |       | z.t.     |
| 4       | Bernard Van De Kerckhove |       | z.t.     |
| 5       | Guustaaf De Smet         |       | op 55"   |
| 6       | Walter Godefroot         |       | z.t.     |
| 7       | Barry Hoban              |       | op 1'05" |
| 8       | Noël Van Clooster        |       | op 1'08" |
| 9       | Ludo Van Dromme          |       | op 1'10" |
| 10      | Arthur Decabooter        |       | op 1'15" |

1945 · 1946 · 1947 · 1948 · 1949 · 1950 · 1951 · 1952 · 1953 · 1954 · 1955 · 1956 · 1957 · 1958 · 1959 · 1960 · 1961 · 1962 · 1963 · 1964 · 1965 · 1966 · 1967 · 1968 · 1969 · 1970 · 1971 · 1972 · 1973 · 1974 · 1975 · 1976 · 1977 · 1978 · 1979 · 1980 · 1981 · 1982 · 1983 · 1984 · 1985 · 1986 · 1987 · 1988 · 1989 · 1990 · 1991 · 1992 · 1993 · 1994 · 1995 · 1996 · 1997 · 1998 · 1999 · 2000 · 2001 · 2002 · 2003 · 2004 · 2005 · 2006 · 2007 · 2008 · 2009 · 2010 · 2011 · 2012 · 2013 · 2014 · 2015 · 2016 · 2017 · 2018 · 2019 · 2020 · 2021 · 2022 · 2023 · 2024 · 2025

Lijst van beklimmingen